# Giuseppe Ostromann
Giuseppe Ostromann (Pola, 6 dicembre 1914 – Grado, 12 luglio 1988) è stato un allenatore di calcio e calciatore italiano, di ruolo attaccante.

## Biografia
Fu anche noto come Ostromann III per differenziarlo dai fratelli maggiori Vittorio (Ostromann I) e da Rodolfo (Ostromann II).

## Caratteristiche tecniche

### Giocatore
Di fisico molto alto, era il classico attaccante formidabile sotto porta ma un po' macchinoso nei movimenti, tanto da guadagnarsi dai sostenitori della squadra Ternana il simpatico appellativo di 'ngiambigone, che nel dialetto locale ternano nasce appunto dal verbo inciampare.

## Carriera

### Giocatore
Dopo aver giocato nel Savoia, nel Fano, nell'Udinese e poi nel Foggia, ha poi legato il suo nome alle sorti della Ternana, diventandone il più prolifico cannoniere di tutti i tempi (119 gol). Giunto in rossoverde nel campionato di Serie C 1938-1939 sotto la guida dell'ungherese Béla Károly, il centravanti rimase a Terni fino al torneo di Serie C 1942-1943, periodo in cui la Polisportiva Mario Umberto Borzacchini (nome adottato all'epoca dalla squadra) sfiorò per due volte la promozione in Serie B prima di vedersi sbarrata la strada alle finali dalla Unione Sportiva Fiumana prima e dalla Salernitana poi. Segnò 107 marcature in 129 presenze di campionato. Tra gli allenatori che lo guidarono in questa esperienza, figurano Guido Gianfardoni, Gino Rossetti, Enrico Colombari. Realizzò 5 gol nella gara Ternana-Montevarchi (7-0) della stagione 1942-1943.
Fu successivamente allenatore-giocatore durante il torneo di Serie C 1945-1946 alla Nocerina.
Nell'ultima esperienza calcistica riesce ad arrivare a giocare in Serie B con la maglia del Lecco per poi tornare un anno alla Ternana neopromossa in Serie B dove rimarrà due anni (di cui il secondo in Serie C dove realizzerà un gol nel derby contro il Perugia).

### Allenatore
Nella stagione 1950-1951 inizia la sua carriera come allenatore, sulla panchina del Casteggio squadra militante in Eccellenza ai tempi denominata Promozione.
Il primo anno si classificherà in quarta posizione mentre l'anno successivo arriverà al 12º posto.
Diventa allenatore della Sestrese militante nella IV Serie, riuscendo a salvarsi all'ultima stagione per due punti sulla Vogherese. L'anno successivo otterrà un sesto posto.
La stagione 1954-1955 invece vedrà la retrocessione della squadra, con l'allenatore che viene esonerato a gennaio con la squadra al terzultimo posto.
La stagione 1955-1956 subentra a novembre sulla panchina del Montevecchio, che si trovava al penultimo posto della classifica e che riuscirà a portare fino al sesto posto finale.
L'anno successivo decide di firmare con il Sora sempre in IV Serie. Nelle prime dieci giornate otterrà una vittoria, due pareggi e sette sconfitte che gli costeranno la panchina; la squadra arriverà all'ultimo posto per poi fallire.
Dopo un anno di fermo torna ad allenare nella stagione 1958-1959 il Cuneo che porterà alla salvezza all'ultima giornata per un punto sul Varazze. Viene riconfermato anche per la stagione successiva, dove otterrà la salvezza con un nono posto finale. La terza stagione si dimette alla terza giornata dopo dei disguidi con la società.
La stagione 1960-1961 si siede sulla panchina del Leffe, venendo esonerato dopo quattro giornate in cui aveva ottenuto un punto.
Nel 1963 diventa allenatore della Nocerina con la quale otterrà il secondo posto sfiorando la promozione, persa per 4 punti dall'Avellino; l'anno successivo otterrà invece un terzo posto che gli valgono l'assunzione dal Savoia, riuscendo così ad arrivare, come allenatore, per la prima volta in Serie C. Sarà poi esonerato dopo dieci giornate.
L'anno successivo torna in Serie D sulla panchina del Brindisi, dove collezionerà un quarto posto. L'anno successivo conquisterà la prima promozione da allenatore, classificandosi primo in campionato col Brindisi e portandolo alla promozione in Serie C. Nel secondo anno in Serie C la squadra pugliese lotta per la promozione in Serie B e alla fine arriverà quarta. La stagione 1969-1970 si classificherà secondo alle spalle della Casertana per 2 punti, mentre nella stagione seguente la squadra ottiene il terzo posto. Riuscirà a conquistare la promozione in Serie B nella stagione 1971-1972, vincendo il campionato. Nel primo anno in Serie B conquista il settimo posto. Nella stagione successiva si salva grazie alla differenza reti. La stagione 1974-1975 si concluderà con quattordicesimo posto. La stagione 1975-1976 vedrà il ritorno della squadra in Serie C e la separazione dopo dieci anni tra l'allenatore e la squadra brindisina.
Nella Serie B 1976-1977 subentra a stagione in corso sulla panchina del Rimini portandolo alla salvezza. Viene confermato anche la stagione successiva ma poi per problemi personali dovrà dimettersi.
A fine anno decide di ritirarsi dal mondo del calcio.

## Statistiche

### Presenze e reti nei club
| Stagione        | Squadra         | Campionato      | Campionato | Campionato | Coppe nazionali | Coppe nazionali | Coppe nazionali | Coppe europee | Coppe europee | Coppe europee | Altre coppe | Altre coppe | Altre coppe | Totale | Totale |
| Stagione        | Squadra         | Comp            | Pres       | Reti       | Comp            | Pres            | Reti            | Comp          | Pres          | Reti          | Comp        | Pres        | Reti        | Pres   | Reti   |
| --------------- | --------------- | --------------- | ---------- | ---------- | --------------- | --------------- | --------------- | ------------- | ------------- | ------------- | ----------- | ----------- | ----------- | ------ | ------ |
| 1933-1934       | Savoia          | 1D              | 19         | 6          | -               | -               | -               | -             | -             | -             | -           | -           | -           | 19     | 6      |
| 1934-1935       | Fano            | 1D              | 20         | 8          | -               | -               | -               | -             | -             | -             | -           | -           | -           | 20     | 8      |
| 1935-1936       | Fano            | C               | 26         | 15         | CI              | 0               | 0               | -             | -             | -             | -           | -           | -           | 26     | 15     |
| Totale Fano     | Totale Fano     | Totale Fano     | 46         | 23         |                 | 0               | 0               |               | -             | -             |             | -           | -           | 46     | 23     |
| 1936-1937       | Udinese         | C               | 24         | 8          | CI              | ?               | ?               | -             | -             | -             | -           | -           | -           | 24+    | 8+     |
| 1937-1938       | Foggia          | C               | 22         | 5          | CI              | ?               | ?               | -             | -             | -             | -           | -           | -           | 22+    | 5+     |
| 1938-1939       | Ternana         | C               | 20         | 13         | CI+CI-C         | 3+2             | 1+3             | -             | -             | -             | -           | -           | -           | 25     | 17     |
| 1939-1940       | Ternana         | C               | 27         | 27         | CI              | 2               | 1               | -             | -             | -             | -           | -           | -           | 29     | 28     |
| 1940-1941       | Ternana         | C               | 28         | 21         | CI              | 4               | 7               | -             | -             | -             | -           | -           | -           | 32     | 28     |
| 1941-1942       | Ternana         | C               | 13         | 12         | -               | -               | -               | -             | -             | -             | -           | -           | -           | 13     | 12     |
| 1942-1943       | Ternana         | C               | 30         | 34         | -               | -               | -               | -             | -             | -             | -           | -           | -           | 30     | 34     |
| 1945-1946       | Nocerina        | C               | 25         | 12         | -               | -               | -               | -             | -             | -             | -           | -           | -           | 25     | 12     |
| 1946-1947       | Lecco           | B               | 32         | 11         | -               | -               | -               | -             | -             | -             | -           | -           | -           | 32     | 11     |
| 1947-1948       | Ternana         | B               | 12         | 1          | -               | -               | -               | -             | -             | -             | -           | -           | -           | 12     | 1      |
| 1948-1949       | Ternana         | C               | 16         | 5          | -               | -               | -               | -             | -             | -             | -           | -           | -           | 16     | 5      |
| Totale Ternana  | Totale Ternana  | Totale Ternana  | 146        | 113        |                 | 11              | 12              |               | -             | -             |             | -           | -           | 157    | 125    |
| Totale carriera | Totale carriera | Totale carriera | 314        | 178        |                 | 11+             | 12+             |               | -             | -             |             | -           | -           | 325+   | 190+   |

## Palmarès

### Club

#### Competizioni nazionali
- Serie C: 2

Borzacchini Terni: 1940-1941, 1942-1943

### Individuale
- Capocannoniere della Coppa Italia: 1

1940-1941 (7 gol)